# 35. SS- und Polizei-Grenadier-Division
De 35. SS- und Polizei-Grenadier-Division was een Duitse militaire divisie. De divisie werd pas op het einde van de Tweede Wereldoorlog opgericht en bestond voornamelijk uit politieambtenaren zonder veel militaire ervaring. De eenheid werd uitsluitend ingezet aan het oostfront tegen het Rode Leger.

## Ontstaan en vorming
De divisie ontstond op 16 maart 1945 door de omvorming van het 29e SS-politieregiment en het 30e SS-politieregiment tot respectievelijk het 89e SS-politie- en Grenadiersregiment en het 90e SS-politie- en Grenadiersregiment. Later werd ook het 14e SS-politieregiment toegevoegd.
Deze regimenten bestonden uit leden van de reguliere Duitse politie (Ordnungspolizei), maar op bevel van Himmler werden ze overgeplaatst naar de Waffen-SS. Na een korte training werd de eenheid naar het oostfront gestuurd.

## Krijgsgeschiedenis
Op 16 april 1945 was de 35.SS-Polizei-Grenadier Division gelegerd achter de Neisse, nabij Guben. Toen het 1e Oekraïense Front onder leiding van maarschalk Ivan Konev een doorbraak wist te forceren ten zuiden van Cottbus werd de divisie op 20 april 1945 teruggetrokken om een omsingeling te vermijden. Dit was echter te laat en de divisie werd samen met de andere onderdelen van het Duitse 9e Leger en het 4e Pantserleger in de Halbe-pocket omsingeld.
Op 25 april 1945 sneuvelde Standartenführer Rüdiger Pipkorn en viel de divisie uiteen. Een restant wist uit te breken en gaf zich op 3 mei 1945 over aan de Amerikanen.

## Bekende oorlogsmisdaden
Wel is het bekend dat een officier van de divisie gediend hebben in de concentratiekampen. Dit getal bevat ook de officieren die voor of na hun dienst in de divisie in de kampen en Einsatzgruppen hebben gediend.

## Commandanten
| Rang                                                        | Naam            | Begin            | Eind             | Opmerking |
| ----------------------------------------------------------- | --------------- | ---------------- | ---------------- | --- |
| SS-Brigadeführer en Generalmajor in de politie en Waffen-SS | Fritz Schmedes  | 15 februari 1945 | 17 februari 1945 | Yerger geeft aan dat Schmedes voor een korte periode de staf geleid heeft. Schulz vermeldt: gaf leiding aan de opstellingsstaf. |
| SS-Oberführer der Reserve (W-SS)                            | Johannes Wirth  | 17 februari 1945 | 1 maart 1945     | |
| SS-Standartenführer                                         | Rüdiger Pipkorn | 1 maart 1945     | 25 april 1945    | Op 25 april 1945 gesneuveld. Een andere bron vermeldt: 24 april 1945 als datum sneuvelen van Pipkorn.                           |

## Stafchef van de 35. SS- und Polizei-Grenadier-Division[2]
| Rang                             | Naam          | Begin | Eind       | Opmerking |
| -------------------------------- | ------------- | ----- | ---------- | --------- |
| SS-Sturmbannführer der Waffen-SS | Wilhelm Büthe |       | Maart 1945 |           |

## Gebied van operatie[2][6]
- Februari 1945 – mei 1945: Oostfront, centrale sector en Tsjecho-Slowakije

## Samenstelling[2][10]
- Staf
- SS- und Polizei-Grenadier-Regiment 89 (I. – III.)
- SS- und Polizei-Grenadier-Regiment 90 (I. und II.)
- SS- und Polizei-Grenadier-Regiment 91 (I. und II.)
- SS- und Polizei-Artillerie-Regiment 35 (I. – III.)
  - SS- und Polizei-Panzer-Zerstörer-Abteilung 35
  - SS- und Polizei-Füsilier-Bataillon 35
  - SS- und Polizei-Pionier-Bataillon 35
  - SS- und Polizei-Nachrichten-Abteilung 35
- SS- und Polizei-Verwaltungs-Kompanie 35
  - SS-Feldgendarmerie-Trupp 35
- SS-Versorgungs-Regiment 35